# Bogusław Zych
Bogusław Zych, född den 10 december 1951 i Warszawa, Polen, död 3 april 1995 i Naprawa, Polen, var en polsk fäktare som tog OS-brons i herrarnas lagtävling i florett i samband med de olympiska fäktningstävlingarna 1980 i Moskva.